# 권택형
권택형(權宅炯, 1993년 9월 24일 ~ )은 전 KBO 리그 넥센 히어로즈의 투수이다.

## 출신 학교
- 서울사당초등학교
- 언북중학교
- 덕수고등학교